# Локсбург
Локсбург (англ. Lockesburg) — місто (англ. city) в США, в окрузі Сев'єр штату Арканзас. Населення — 594 особи (2020).

## Географія
Локсбург розташований на висоті 132 метра над рівнем моря за координатами 33°58′23″ пн. ш. 94°10′48″ зх. д. / 33.97306° пн. ш. 94.18000° зх. д. (33.972995, -94.179948).  За даними Бюро перепису населення США в 2010 році місто мало площу 9,15 км², з яких 9,14 км² — суходіл та 0,01 км² — водойми.

## Демографія
Згідно з переписом 2010 року, у місті мешкало 739 осіб у 296 домогосподарствах у складі 204 родин. Густота населення становила 81 особа/км².  Було 346 помешкань (38/км²). 
Расовий склад населення:
| - 89,9 % — білих - 6,6 % — чорних або афроамериканців - 0,4 % — корінних американців - 0,1 % — азіатів |

До двох чи більше рас належало 2,2 %. Іспаномовні складали 2,0 % від усіх жителів.
За віковим діапазоном населення розподілялося таким чином: 24,8 % — особи молодші 18 років, 60,6 % — особи у віці 18—64 років, 14,6 % — особи у віці 65 років та старші. Медіана віку мешканця становила 35,9 року. На 100 осіб жіночої статі у місті припадало 99,2 чоловіків;  на 100 жінок у віці від 18 років та старших — 96,5 чоловіків також старших 18 років.
Середній дохід на одне домашнє господарство  становив 40 610 доларів США (медіана — 28 882), а середній дохід на одну сім'ю — 51 561 долар (медіана — 46 429). Медіана доходів становила 38 580 доларів для чоловіків та 29 236 доларів для жінок. За межею бідності перебувало 17,6 % осіб, у тому числі 26,4 % дітей у віці до 18 років та 3,5 % осіб у віці 65 років та старших.
Цивільне працевлаштоване населення становило 327 осіб. Основні галузі зайнятості: виробництво — 26,9 %, освіта, охорона здоров'я та соціальна допомога — 19,9 %, науковці, спеціалісти, менеджери — 11,9 %, сільське господарство, лісництво, риболовля — 10,1 %.
За даними перепису населення 2000 року в Локсбурзі проживало 711 осіб, 197 сімей, налічувалося 276 домашніх господарств і 328 житлових будинків. Середня густота населення становила близько 77,3 осіб на один квадратний кілометр. Расовий склад Локсбурга за даними перепису розподілився таким чином: 92,55 % білих, 4,50 % — чорних або афроамериканців, 0,70 % — представників змішаних рас, 2,25 % — інших народів. Іспаномовні склали 2,95 % від усіх жителів міста.
Із 276 домашніх господарств в 37,3 % — виховували дітей віком до 18 років, 56,2 % представляли собою подружні пари, які спільно проживали, в 10,9 % сімей жінки проживали без чоловіків, 28,6 % не мали сімей. 25,4 % від загального числа сімей на момент перепису жили самостійно, при цьому 13 % склали самотні літні люди у віці 65 років та старше. Середній розмір домашнього господарства склав 2,58 особи, а середній розмір родини — 3,09 особи.
Населення міста за віковим діапазоном за даними перепису 2000 року розподілилося таким чином: 30,8 % — жителі молодше 18 років, 9,3 % — між 18 і 24 роками, 26,7 % — від 25 до 44 років, 20,4 % — від 45 до 64 років і 12,8 % — у віці 65 років та старше. Середній вік мешканця склав 31 рік. На кожні 100 жінок в Локсберзі припадало 94,8 чоловіків, у віці від 18 років та старше — 87,1 чоловіків також старше 18 років.
Середній дохід на одне домашнє господарство в місті склав 27 132 долара США, а середній дохід на одну сім'ю — 31 625 доларів. При цьому чоловіки мали середній дохід в 25 729 доларів США на рік проти 17 813 доларів середньорічного доходу у жінок. Дохід на душу населення в місті склав 12 092 долари на рік. 11,3 % від усього числа сімей в окрузі і 19 % від усієї чисельності населення перебувало на момент перепису населення за межею бідності, при цьому 22,4 % з них були молодші 18 років і 19,8 % — у віці 65 років та старше.